# پورتلند (میشیگان)
پورتلند، میشیگان (به انگلیسی: Portland, Michigan) یک شهر در ایالات متحده آمریکا با جمعیت ۳٬۸۸۳ نفر است که در میشیگان واقع شده‌است.

## موقعیت جغرافیایی
موقعیت جغرافیایی شهرها و مناطق اطراف به شرح زیر است: